# Gran Bretaña F1 2008
El Gran Bretaña F1 Futures de 2008 es un evento de tenis masculino que se lleva a cabo en la ciudad de Sunderland entre el 14 y 20 de enero de 2008.
Entrega una bolsa de premios de 10.000 dólares.

## Campeones
- Individuales masculinos:  Richard Bloomfield
- Dobles masculinos:  Richard Bloomfield /  Ken Skupski

## Cabezas de serie
A continuación se detallan los cabeza de serie de cada categoría. Los jugadores marcados en negrita están todavía en competición. Los jugadores que ya no estén en el torneo se enumeran junto con la ronda en la cual fueron eliminados.

### Cabezas de serie (individuales)
| 1. | Richard Bloomfield | derrota a   | Adrian Mannarino   | Ganador          |
| 2. | Adrian Mannarino   | pierde ante | Richard Bloomfield | Final            |
| 3. | Alexander Flock    | pierde ante | Adrian Mannarino   | Semifinal        |
| 4. | Juho Paukku        | pierde ante | Henrik Norfeldt    | 1.ª ronda        |
| 5. | Jeroen Masson      | pierde ante | Henrik Norfeldt    | Cuartos de final |
| 6. | Miles Kasiri       | pierde ante | Adrian Mannarino   | Cuartos de final |
| 7. | Gero Kretschmer    | pierde ante | Clement Reix       | 1.ª ronda        |
| 8. | Oliver Charroin    | pierde ante | David Brewer       | 2.ª ronda        |

### Cabezas de serie (dobles)
| 1. | Fabio Colangelo Alessandro Motti | pierden ante | Ralph Grambow Tom Rushby       | Semifinal |
| 2. | Richard Bloomfield Ken Skupski   | derrotan a   | Ralph Grambow Tom Rushby       | Ganadores |
| 3. | Ralph Grambow Tom Rushby         | pierden ante | Richard Bloomfield Ken Skupski | Final     |
| 4. | Olivier Charroin Ludwig Pellerin | pierden ante | Carl Bergman Daniel Kumlin     | 1.ª ronda |